# Télé emploi
Télé emploi est une chaîne de télévision événementielle française de service public diffusée en journée sur le cinquième réseau analogique hertzien du 28 mars 1994 à 7 h 30 jusqu'à la fin de sa mission le 17 avril 1994 à 19 h.

## Histoire de la chaîne
En avril 1993, la deuxième cohabitation voit le jour sous la présidence de François Mitterrand. Édouard Balladur, forme son gouvernement. Le projet de Télévision pour l'Emploi débute à l'initiative de Jean-Claude Ambrieu, patron d'une agence de communication audiovisuelle et d'Olivier Lerner, grand reporter à France 2. Le projet est présenté début mai 1993 à Michel Giraud, ministre du Travail de l'Emploi et de la Formation professionnelle. Olivier Lerner et Jean-Claude Ambrieu entreprennent alors une campagne de sensibilisation et d'information de leur projet, auprès des médias, des partenaires sociaux, et également auprès des différentes instances audiovisuelles : la Commission Campet, chargée de la réforme de l'audiovisuel public, ainsi que le ministère de la Communication. Après une rencontre au Conseil supérieur de l'audiovisuel avec Daisy de Galard, le projet de télévision pour l'emploi fait l'objet d'une demande officielle auprès du CSA, et d'un soutien officiel de Michel Giraud. Édouard Balladur, annonce officiellement la création d'une Télévision pour l'emploi, lors du congrès annuel des maires de France en novembre 1993, afin de montrer qu'il place le retour à l'emploi des chômeurs comme sa priorité.
Télé emploi doit préfigurer la future nouvelle chaîne créée par la loi du 1er février 1994 sous le nom de La Cinquième pour occuper dans la journée le cinquième réseau hertzien occupé par Arte après la mort de La Cinq en 1992 et dont l'aide au retour à l'emploi doit être l'une des priorités. Télé emploi sert donc pendant 20 jours de laboratoire destiné à lancer de nouvelles expériences en matière d'information sur les structures d'aide de retour à l'emploi et de médiatisation de retours à l'emploi réussi et de création d'entreprises. La chaîne permet également de diffuser des offres d'emploi à l'échelon national.
En tant que chaîne de service public, le gouvernement confie à France Télévision la mise en œuvre et l'animation de cette chaîne éphémère. Les différents modules et émissions sont animés par des journalistes ou animateurs de France 2 et France 3, mais aussi, ironie du sort, par quelques anciens journalistes sans emploi de la défunte Cinq, dont Jean-Claude Bourret, à qui Télé emploi succède sur le même canal.
Au terme de l'expérience, c'est France 3 qui prendra le relais avec l'émission Emplois du temps diffusée du 30 mai au 23 décembre 1994

## Identité visuelle
L'habillage d'antenne de Télé emploi se décline autour des guillemets du logo affichés sous différentes calligraphies ou de signes de ponctuation, accompagné d'une bande son sur laquelle une voix masculine et féminine enchaînent des prépositions et des adverbes. La voix-off des bandes annonce de la chaîne est celle de France 3, Nadia Penven.

### Logo
Le logo de Télé emploi utilise la police qui habillera ensuite France Télévisions de 2002 à 2018, la Heldustry.
Et tout comme les logos de France Télévisions entre 2002 et 2018, le logo de Télé emploi utilise une police plus grasse pour la mention emploi, tout comme l'a fait la mention télévisions pour France Télévisions.

Logo de Télé emploi du 28 mars au 17 avril 1994

### Slogan
- 1994 « La chaîne de l'information pour l'emploi et la formation »[7]

## Organisation

### Siège
Le siège et les studios de la chaîne sont installés au CNIT, à la Défense dans les studios d'IT-COM. L'exploitation technique fut assurée par les équipes techniques d'IT-COM, associées à celles de VCF.

## Programmes
Les programmes de Télé emploi sont composés de reportages sur le chômage, les créateurs d'entreprise et d'émissions de conseils sur la recherche d'emploi. De nombreux débats et entretiens avec les professionnels de l'emploi et de la formation sont aussi au programme.
- Infos-services : journal télévisé au service de l'emploi diffusé trois fois par jour à 7 h, 12 h et 17 h 30 et présenté, entre autres, par Patricia Charnelet, Hervé Claude et Jean-Claude Bourret. Cette émission, véritable cœur de la chaîne, présente l'actualité de l'emploi et de l'économie, présente des offres d'emploi, donne des informations pratiques sur la recherche d'emploi, montre des témoignages et propose les conseils de spécialistes en recrutement[8].
- 12 atouts pour l'emploi : émission diffusée à 11 h 30 et consacrée à la recherche d'un emploi dans les pays de l'Union européenne.
- Bouge-toi : série télévisée de 20 minutes spécialement produite par Télé Images pour Télé emploi racontant l'histoire de deux chômeurs (dont l'un est interprété par le comédien Jean-Pierre Baxter) essayant de trouver un emploi[9]. La série est diffusée à 13 h et rediffusée de 18 h 30 à 19 heures.
- Passion mode d'emploi : émission diffusée à 13 h 20 et présentant les métiers les plus prometteurs dans le domaine de l'emploi.
- Une région, un jour : émission diffusée à 14 h 30 et animée par Gérard Leclerc présentant les initiatives de chaque région pour le retour à l'emploi[10].
- L'école pour un métier : émission diffusée à 17 h 00 et destinée aux adolescents en échec scolaire afin de leur présenter les formations disponibles pour apprendre un métier.
- Un jour un métier : émission présentant chaque jour un métier différent[11].
- Le livre pour l'emploi : émission diffusée le samedi à 13 h 20 dans laquelle Michèle Cotta reçoit les auteurs des guides pour préparer la recherche d'emploi et des livres sur l'emploi[12].
- Immigr'action : émission mettant en lumière les exemples de réussite entreprenariale des immigrés en France.
- Atout sport : émission sur les emplois dans le domaine du sport.
- Défis de Femmes
- Passe, impair & gagne

## Diffusion
Initialement prévue par le gouvernement pour une diffusion du 1er février au 15 mars 1994, encadrant ainsi les scrutins des élections cantonales, ce qui confère à cette initiative des relents de propagande, Olivier Lerner et Jean-Claude Ambrieu, imposèrent que la diffusion de la chaîne ne commence qu'après la fin des élections cantonales. Finalement, Télé emploi est diffusée du 28 mars au 17 avril 1994. 

### Hertzien analogique
Télé emploi est diffusée tous les jours de 7 h à 19 h du lundi au vendredi et de 12 h à 19 h le samedi et le dimanche, en complément de la chaîne franco-allemande ARTE, sur le cinquième réseau analogique terrestre de TDF au standard UHF SÉCAM L/L'.

### Câble
Télé emploi est diffusée sur le canal 5 des réseaux câblés Lyonnaise Câble et CGV.

### Satellite
Télé emploi fut diffusée sur le satellite Télécom 2B sur 12606V sur la même fréquence qu'Arte France qu'en hertzien qui reprend ce signal satellite